# Duke Johnson
Duke Johnson (St. Louis, Missouri, 20 de março de 1979) é um cineasta americano. Como reconhecimento, foi nomeado ao Oscar 2016 na categoria de Melhor Filme de Animação por Anomalisa.